# Scottish Third Division 2000-2001
La Scottish Third Division 2000-2001 è stata la 7ª edizione del torneo e ha rappresentato la quarta categoria del calcio scozzese.

## Squadre partecipanti
In seguito alla promozione di tre squadre nella passata edizione, vengono ammesse dalla Highland Football League due squadre, l' Elgin City e il Peterhead.
| Club                | Città       | Stadio              | Stagione precedente                                                |
| ------------------- | ----------- | ------------------- | ------------------------------------------------------------------ |
| Albion Rovers       | Coatbridge  | Cliftonhill Stadium | 10º posto                                                          |
| Brechin City        | Brechin     | Glebe Park          | 8º posto                                                           |
| Cowdenbeath         | Cowdenbeath | Central Park        | 5º posto                                                           |
| Dumbarton           | Dumbarton   | Boghead Park        | 6º posto                                                           |
| East Fife           | Methil      | Bayview Stadium     | 4º posto                                                           |
| East Stirlingshire  | Falkirk     | Firs Park           | 7º posto                                                           |
| Elgin City          | Elgin       | Borough Briggs      | 9º posto in Highland Football League 1999-2000, ammessa dalla SFA. |
| Hamilton Academical | Hamilton    | New Douglas Park    | 10º posto in Scottish Second Division 1999-2000                    |
| Montrose            | Montrose    | Links Park          | 9º posto                                                           |
| Peterhead           | Peterhead   | Balmoor Stadium     | 4º posto in Highland Football League 1999-2000, ammessa dalla SFA. |

## Classifica finale
|  | Pos. | Squadra             | Pt | G  | V  | N  | P  | GF | GS | DR  |
|  | ---- | ------------------- | -- | -- | -- | -- | -- | -- | -- | --- |
|  | 1.   | Hamilton Academical | 76 | 36 | 22 | 10 | 4  | 75 | 41 | +34 |
|  | 2.   | Cowdenbeath         | 76 | 36 | 23 | 7  | 6  | 58 | 31 | +27 |
|  | 3.   | Brechin City        | 72 | 36 | 22 | 6  | 8  | 71 | 36 | +35 |
|  | 4.   | East Fife           | 53 | 36 | 15 | 8  | 13 | 49 | 46 | +3  |
|  | 5.   | Peterhead           | 49 | 36 | 13 | 10 | 13 | 46 | 46 | 0   |
|  | 6.   | Dumbarton           | 45 | 36 | 13 | 6  | 17 | 46 | 49 | −3  |
|  | 7.   | Albion Rovers       | 45 | 36 | 12 | 9  | 15 | 38 | 43 | −5  |
|  | 8.   | East Stirlingshire  | 37 | 36 | 10 | 7  | 19 | 37 | 69 | −32 |
|  | 9.   | Montrose            | 26 | 36 | 6  | 8  | 22 | 31 | 65 | −34 |
|  | 10.  | Elgin City          | 22 | 36 | 5  | 7  | 24 | 29 | 65 | −36 |

Legenda:
      Promossa in Scottish Second Division 2001-2002
Regolamento
Tre punti a vittoria, uno a pareggio, zero a sconfitta.